# Georges-Gilbert Baongla
Georges-Gilbert Baongla est un ancien patron de presse au Cameroun. Il déclare être le premier fils de Paul Biya.

## Biographie

### Enfance et débuts
Georges-Gilbert Baongla est le fils de Elisabeth Baongla. Elle est sage-femme et proche de Jeanne Irène Biya lorsque Paul Biya est premier ministre. L'enfant, à sa naissance, aurait été donné comme filleul à Paul Biya.

### Carrière
Il crée l'organe de presse le Démenti. Il recrute des jeunes dans son organe de presse dont Jean-Pierre Amougou Belinga. Ils se séparent à cause de mésententes dans le partage de l'argent gagné lors de publi-reportages. Georges-Gilbert Baongla fréquente par la suite les plateaux de presse où il accuse sans filtre des personnalités, anciens collaborateurs et dénonce divers abus. 

### Affaires
Le 7 avril 2007, il est arrêté pour avoir diffusé des images obscènes et accusé un ministre d'homosexualité au Cameroun. Il prend 6 mois de prison à Kondengui et 500 000 fcfa d'amende. Ceci se passe à un moment à Yaoundé où, par organes de presse interposé, Tchoubet, Baongla, Amougou Belinga s'invectivent et s'accusent de diverses pratiques sexuelles et maladies.
Il est expulsé à plusieurs reprises pour loyer impayé.
En juin 2019, Baongla est condamné à 25 millions de fcfa et à deux ans de prison à la suite de plaintes  parmi lesquelles celle de Jean Pierre Amougou Belinga dont il fut un mentor.
En janvier et juin 2020, sa demande de remise en liberté est refusée. D'abord remplacé de la tête de son parti par Morgan Balmer, ce dernier quittera le parti Républicain pour fonder son propre parti le MP3,.